# آورو ۵۵۲
آورو ۵۵۲ (به انگلیسی: Avro 552) یک هواپیمای ساختِ کارخانهٔ آورو در کشور بریتانیا است. این هواپیما در ۱۶ ژوئیه ۱۹۲۱ میلادی نخستین پرواز خود را انجام داد.